# Stagonolepis
Lo stagonolepide (gen. Stagonolepis) è un rettile estinto, appartenente agli aetosauri. Visse nel Triassico superiore (Carnico, circa 235 - 228 milioni di anni fa) e i suoi resti fossili sono stati ritrovati in Europa e (forse) in Nordamerica.

## Descrizione
L'enorme corpo di Stagonolepis era tipico degli aetosauri erbivori: le notevoli dimensioni permettevano di contenere il lungo intestino necessario alla digestione del cibo vegetale. Stagonolepis era protetto da una pesante armatura ossea contro gli attacchi dei carnivori. Il capo era piccolo, rispetto al corpo (25 cm contro una lunghezza totale di circa 3 m). Non esistevano denti nella parte anteriore delle corte mascelle; nella parte posteriore, denti simili a pioli potevano triturare in modo efficiente le sostanze vegetali, quali equiseti, felci e le cicadee, appena evolutesi. Il muso era appiattito, quasi come il grugno di un suino.

## Classificazione
I primi fossili di questo animale vennero descritti nel 1844 dal famoso paleontologo Louis Agassiz. La specie tipo, Stagonolepis robertsoni, è nota per numerosi fossili ritrovati nella località di Lossiemouth Sandstone in Scozia. Un'altra specie (S. olenkae) è stata descritta nel 2010 e proviene dai depositi nei pressi di Krasiejów in Polonia (Sulej, 2010). 

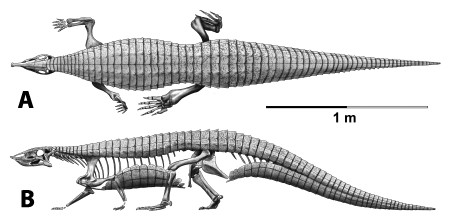
Ricostruzione dello scheletro di Stagonolepis robertsoni

Il genere Aetosauroides del Sudamerica è stato considerato un sinonimo di Stagonolepis da alcuni paleontologi; di questo genere sono state descritte due specie, A. scagliai e A. subsulcatus. Nel 2002, Heckert e Lucas proposero che gli esemplari più piccoli di entrambe le specie appartenessero a Stagonolepis robertsoni, mentre quelli più grandi appartenessero alla specie Stagonolepis wellesi. Quest'ultima specie fu originariamente descritta in un genere a sé stante, Calyptosuchus, proveniente dal gruppo Dockum degli Stati Uniti, ma Long e Murry nel 1989 la considerarono una specie di Stagonolepis. Tuttavia, la maggior parte degli studi successivi hanno concluso che sia Aetosauroides che Calyptosuchus sono generi validi e monotipici; il primo visse solo in Sudamerica, il secondo in Nordamerica. Stagonolepis sembrerebbe essere vissuto solo nel Carnico in Europa (Parker, 2007; Parker et al., 2008; Desojo ed Ezcurra, 2011; Desojo et al., 2012).

## Paleobiologia
Stagonolepis era certamente un animale erbivoro, come suggerito dalla presenza di denti simili a pioli nella parte posteriore della bocca. Era inoltre presente un'insolita struttura simile al grugno di un maiale; tale forma era certamente adatta per frugare e scavare nel sottobosco.